# Diphénylcyanoarsine
La diphénylcyanoarsine, CD ou Clark 2, est un composé organo-arsénié mis au point en 1918 afin de produire un gaz de combat plus toxique encore que le Clark 1. Il a été produit en grande quantité, mais uniquement brièvement utilisé comme gaz de combat incapacitant par l'armée allemande lors de la Première Guerre mondiale grâce à la fin des hostilités. Cette substance provoque des céphalées, des nausées et des vomissements, et peut conduire à un œdème pulmonaire. Une partie des stocks d'armes non utilisées (ou utilisées mais non-explosées) a été démantelée (par exemple sur le site de la place à gaz en forêt de Spincourt en France, une autre partie a été immergée en mer, par exemple sur le banc du Paardenmarkt.

## Arme chimique (Clark 2)
La diphénylcyanoarsine a été massivement produite pour être utilisée sous le nom de Clark 2 comme arme chimique à la fin de la guerre de tranchées sur le front Ouest durant la Première Guerre mondiale. Les obus allemands dits « à croix bleue » contenaient un contenant remplis de Clark I ou de Clark II,
Cette molécule fait partie du groupe des produits organo-arséniés utilisés comme agents sternutatoires, vomitifs et lacrymogènes, de même que la diphénylchloroarsine (Clark 1), le phényldichlorarsine (Fiffikus), les Lewisites (3 Isomères) et la diphénylamine-chlorarsine (DM ou Adamsite).
Cette molécule, de même que celle du Clark 2 avaient - plus encore que chlore et l'ypérite pour lesquels des parades avaient assez rapidement été trouvées - le potentiel d'une arme de destruction massive. Elles ne semblent pas avoir été décisives lors du conflit, mais les horreurs qu'elles ont suscité lors de la grande guerre, ont contribué à entretenir  l'idée de l'émergence d'une nouvelle menace (péril aérochimique apocalyptique pouvant toucher le front, mais aussi les villes de l'arrière exposées à l'aviation naissante). Ces idées ont notamment motivé chez les nationalistes français et chez les partisans d'une paix durable (à la suite de « la der des der ») durant l'entre-deux-guerres, le besoin d'une part un désarmement réel de l’Allemagne (qui en réalité se réarmait à grande vitesse) et d’autre part un réarmement français, notamment aérien. Cette menace nouvelle a aussi engendré, en réponse, celle d'une interdiction des armes chimiques, mais qui semblait difficile à mettre en place à l'époque, et celle du besoin de préparer une organisation de la défense passive (antiaérienne notamment). Des architectes et urbanistes ont proposé des formes urbaines plus aérées et des constructions en hauteur (les gaz de combat de la première guerre mondiale étaient lourds pour s'insinuer dans les tranchées et abris enfouis où les soldats étaient moins accessibles aux bombes, balles et obus). Lors de la Seconde Guerre mondiale, les armées disposaient de stocks de munitions chimiques, que personne n'a osé utiliser.

## Devenir des munitions non explosées ou non utilisées
Ne sachant comment détruire ces munitions (produites en très grandes quantités à la fin de la guerre) quand elles n'avaient pas explosé ou qu'elles n'avaient pas été utilisés, les autorités militaires et/ou civiles les ont souvent fait « pétarder » (en 2017, environ 250 sites de pétardements sont connus pour le seul territoire français. ), ou quand les stocks étaient trop importants elles les ont parfois fait démonter et brûler en plein air (comme sur le site dit de « la Place à gaz », en forêt de Spincourt, où « dans les années 1920, 1,5 million d'obus chimiques et 30 000 obus explosifs ont été détruits dans un lieu proche de la ville de Verdun », ou en pleine zone agricole (aujourd'hui cultivée) en Belgique par exemple)causant une très forte et durable pollution du sols par le zinc, l'arsenic, le plomb et le cadmium, mais aussi par des restes d'explosifs nitroaromatiques (trinitrotoluène, 2,4-dinitrotoluène, 2,6-dinitrotoluène, 2-amino-4,6-dinitroluène et -amino-2,6-dinitrotoluène), des composés phénylarséniques, y compris l'acide diphénylarsinique et la triphénylarsine (en), le perchlorate, le tétrabromoéthane (en) et le bromure de vinyle... Ailleurs les munitions ont été simplement enterrées ; ou jetées ou perdues dans des puits, fosses, marais... ou encore elles ont été massivement jetées en mer, parfois près de zones habitées comme sur le banc du Paardenmarkt en mer du Nord, au large de Zeebruges en Belgique...où 35 000 tonnes de munitions chimiques risquent de peu à peu relarguer leurs contenus hautement toxiques.